# (491) Carina
(491) Carina ist ein Asteroid des Hauptgürtels, der am 3. September 1902 vom deutschen Astronomen Max Wolf in Heidelberg entdeckt wurde.
Der Asteroid trägt den weiblichen Vornamen Carina, die genaue Herkunft des Namens ist jedoch nicht bekannt.